# Чухрай, Павел Григорьевич
Па́вел Григо́рьевич Чухра́й (род. 14 октября 1946, Быково, Московская область) — советский и российский кинорежиссёр, сценарист, кинооператор, руководитель секции режиссуры Российской Академии кинематографических искусств, член правления киностудии «Мосфильм», член Европейской Академии кино и телевидения, председатель Российского Оскаровского комитета (2021—2022).
Народный артист РФ (2006), лауреат премии Ленинского комсомола (1981).
Номинант на премию «Оскар» в категории «Лучший фильм на иностранном языке», номинант на премию Ассоциации иностранной прессы Голливуда «Золотой глобус» в категории «Лучший фильм на иностранном языке», номинант на премию «Феликс», номинант на премию «Гойя» в категории «Лучший европейский фильм».

## Биография
Павел Чухрай родился 14 октября 1946 года в посёлке Быково Московской области, в семье кинорежиссёра, народного артиста СССР (1981) Григория Наумовича Чухрая и Ираиды Павловны Чухрай (урождённой Пеньковой, род. 1921) — преподавателя русского языка и литературы.
Ранние детские годы Павел провёл с родителями отца в селе Каплуновка Харьковской области УССР. В 1953 году Григорий Чухрай получил направление на киностудию им. Довженко, и семья переехала в Киев. В 1955 году Павел с родителями переезжает в Москву. С 1962 по 1964 год работал радиомонтажником и осветителем на киностудии «Мосфильм», параллельно с этим обучаясь в вечерней школе. В 1962 году состоялся актёрский дебют Павла в фильме Марка Донского «Здравствуйте, дети!».
В 1964 году поступил на операторский факультет ВГИКа (мастерская Б. И. Волчека) (окончил в 1969-м). В 1971 году в качестве оператора принял участие в съёмках картины «Дом в пять стен» (реж. Сергей Галкин). В 1972 поступил на режиссёрский факультет ВГИКа (мастерская И. В. Таланкина). В 1974 получил режиссёрский диплом, сдав экзамены экстерном (дипломная работа — короткометражный художественный фильм «Вольному — воля»). В августе 2016 стал гражданином Мальты.

## Творчество
Режиссёрским дебютом Павла Чухрая в большом кино стал фильм «Ты иногда вспоминай» (1977).
В 1979 году написал сценарий к фильму «Кто заплатит за удачу?» (реж. Константин Худяков).
Вторая картина, «Люди в океане» (1980), принесла режиссёру Золотую медаль им. А. П. Довженко (1981), премию Ленинского комсомола (1981), специальный приз и диплом жюри на Кинофестивале молодых кинематографистов (Москва, 1980).
В 1983 году третий фильм Павла Чухрая «Клетка для канареек» участвовал в программе «Неделя критики» Международного кинофестиваля в Каннах.
В 1986 вышел фильм «Зина-Зинуля» (по пьесе Александра Гельмана «Зинуля»).
Следующая работа режиссёра — телефильм «Запомните меня такой» (1987) получил Гран-при международного фестиваля в Праге «Злата Прага», Приз жюри за режиссуру на Международном кинофестивале в Токио (1987) и множество других.
В 1992 году для французского канала LA SEPT (ARTE) Павел Чухрай снял картину «Ключ».
В 1993-м — дебютировал в документальном кино фильмом «Ястреб», сказав своё слово о политике В. Жириновском.
В середине 1990-х Павел Чухрай занимался съёмками рекламы. Снятые им ролики для «РИКК-банка» участвовали в Международном фестивале рекламы «Каннские львы» (1996), где были удостоены наград «Серебряный Лев» и «Бронзовый Лев».
Широкую известность режиссёру принёс фильм «Вор» (1997). Фильм вошёл в тройку самых кассовых фильмов в России, имел успех в США, Франции, Италии и других странах Европы, завоевав множество зарубежных и отечественных призов.
В 2001 году Павел Чухрай был приглашён Стивеном Спилбергом для участия в международном альманахе документальных фильмов о Холокосте «Broken Silence», удостоенном премии Святого Христофора в номинации «телевизионный проект» (Television & Cable) (2003). Для этого проекта режиссёр снял одну из пяти частей — фильм «Дети из бездны» («Children from the Abyss»), за который был награждён премией «Человек года» Федерации еврейских общин России в номинации «Кинематография» («за глубокое отражение темы „Холокост“ в кинематографе»).
В 2004 году вышла драма «Водитель для Веры». Картина завоевала главный приз «Золотая роза», а также призы за Лучшую режиссуру, Лучший сценарий и Лучший продюсерский проект на кинофестивале «Кинотавр».
Павел Чухрай принимал участие в съёмках телевизионного сериала «Как уходили кумиры» (2005—2007).
В 2007 году состоялась премьера фильма «Русская игра» по пьесе Н. В. Гоголя «Игроки».
В 2009 году Павел Чухрай совместно с Александром Миндадзе написал сценарий «Голова на плахе» о царедворце Петра I Александре Меншикове.
В 2010 году Павел Чухрай написал киносценарий «Испытание» об испытаниях ядерной бомбы в Семипалатинске в 1953 году и приступил к съёмкам фильма в Казахстане. Фильм задумывался как масштабный сложнопостановочный проект, но из-за недостатка средств съёмки были остановлены. Позднее сценарий был переписан и поставлен Александром Коттом. Павел Чухрай снял своё имя как автора сценария из титров.
В 2015 режиссёр приступил к созданию фильма «Холодное танго» (рабочее название — «Чужой»). Премьера фильма состоялась на открытии XXVIII кинофестиваля Кинотавр в Сочи, где Павел Чухрай был награждён призом «За честь, достоинство и преданность кинематографу».
Павел Чухрай неоднократно выступал в роли телеведущего. В разное время вёл программы, посвящённые кино: «Серпантин», «Кинопанорама», «Великая иллюзия».

## Фильмография
| Год  |     | Название                                | Примечание          |
| ---- | --- | --------------------------------------- | ------------------- |
| 1962 | ф   | Здравствуйте, дети!                     | актёр               |
| 1971 | ф   | Дом в пять стен                         | оператор            |
| 1974 | кор | Вольному — воля                         | режиссёр, сценарист |
| 1977 | ф   | Ты иногда вспоминай                     | режиссёр            |
| 1980 | ф   | Кто заплатит за удачу?                  | сценарист           |
| 1980 | ф   | Люди в океане                           | режиссёр, сценарист |
| 1983 | ф   | Клетка для канареек                     | режиссёр, сценарист |
| 1986 | ф   | Зина-Зинуля                             | режиссёр            |
| 1987 | тф  | Запомните меня такой                    | режиссёр            |
| 1988 | ф   | Это было прошлым летом                  | сценарист           |
| 1992 | тф  | Ключ                                    | режиссёр            |
| 1993 | док | Ястреб                                  | режиссёр            |
| 1997 | ф   | Вор                                     | режиссёр, сценарист |
| 1998 | ф   | Классик                                 | сценарист           |
| 2002 | док | Дети из бездны /Children from the Abyss | режиссёр            |
| 2004 | ф   | Водитель для Веры                       | режиссёр, сценарист |
| 2007 | ф   | Русская игра                            | режиссёр, сценарист |
| 2017 | ф   | Холодное танго                          | режиссёр, сценарист |

## Кинонаграды

### За фильм «Вор»
- Номинация на премию «Оскар» в категории «Лучший иностранный фильм»
- Номинация на премию «Золотой глобус» в категории «Лучший игровой фильм на иностранном языке»
- Номинация на премию Европейской киноакадемии в категории «Лучший европейский фильм»
- Премия Ватикана «За гуманизм и духовность»
- Почетный Диплом «За гуманистический пафос» на кинофестивале «III тысячелетие» в Риме
- Специальный приз жюри — Золотая медаль Сената Итальянской Республики Международного кинофестиваля в Венеции
- Приз ЮНИСЕФ (детского Фонда ООН) Международного кинофестиваля в Венеции
- Приз международного молодежного жюри Международного кинофестиваля в Венеции
- Премия Российской киноакадемии «Ника» «За лучший игровой фильм»
- Премия Российской киноакадемии «Ника» «За лучшую режиссуру»
- Приз «За лучшую режиссуру» кинофестиваля «Киношок»
- Приз жюри кинематографистов «За лучший фильм» на Международном кинофестивале «Лістапад» в Минске
- Приз жюри дистрибьюторов на кинофестивале «Киношок»

### За фильм «Дети из бездны. Прерванное молчание»
- Премия Федерации еврейских общин России «Человек года» в номинации «Кинематография» (2003)

### За фильм «Водитель для Веры»
- Гран-при на «Кинофестивале Русского Кино» в Онфлёре (Франция, 2004)
- Гран-при «Золотая роза» фестиваля «Кинотавр» (2004)
- Специальный приз «За лучшую режиссёрскую работу» на кинофестивале «Кинотавр»
- Приз «За лучший сценарий» на кинофестивале «Кинотавр»
- Премия «За лучший продюсерский проект» на кинофестивале «Кинотавр» (2004)
- Гран-при «Выборгский счёт» на кинофестивале «Окно в Европу» в Выборге (2004)
- Приз зрительских симпатий «Большой Золотой Пегас» на кинофестивале «Московский Пегас»
- Гран-при «Золото Лістапада» на МКФ «Лістапад» в Минске
- Приз за лучшую режиссуру на МКФ «Лістапад» в Минске
- Номинация на премию «Золотой орёл» в категории «Лучший режиссёр игрового фильма» (2005)

### За фильм «Русская игра»
- Главный приз «Большая золотая ладья» в конкурсе «Выборгский счёт» (приз вручается по итогам зрительского голосования) Выборгского кинофестиваля «Окно в Европу»
- Приз «Золотая ладья» в конкурсе игрового кино Выборгского кинофестиваля «Окно в Европу»
- Приз «За лучшую режиссуру» на Российском кинофестивале «Литература и кино» (Гатчина, 2008)
- Приз Департамента культуры города Москвы на кинофестивале «Московская премьера» (2007)

### За рекламные ролики для «РИКК-банка»
- Приз «Серебряный Лев» Международного фестиваля рекламы «Каннские львы» (1996)
- Приз «Бронзовый Лев» Международного фестиваля рекламы «Каннские львы»

### За фильм «Запомните меня такой»
- Приз за режиссуру на МКФ в Токио (1987)
- Гран-при «Злата Прага» фестиваля телефильмов в Чехословакии (1987)
- Приз Детского жюри на XVII Всесоюзном кинофестивале (Киев, 1984)

### За фильм «Клетка для канареек»
- Участник программы «Недели критики» Каннского кинофестиваля (1983)
- Диплом и приз ЦК Украины «За талантливое решение темы нравственного становления молодого человека»
- Гран-при «Злата Прага» фестиваля телефильмов в Чехословакии (1987)

### За фильм «Люди в океане»
- Золотая медаль имени А. П. Довженко (1981)
- Приз XIV ВКФ (Вильнюс, 1981)
- Специальный приз на Кинофестивале молодых кинематографистов (Москва, 1980)
- Специальный диплом на II Всесоюзной неделе-смотре фильмов молодых кинематографистов (Минск, 1981)
- Премия КГБ СССР в области литературы и искусства (1981)

### За фильм «Холодное танго»
- Премия «ТЭФИ-Летопись Победы» в номинации «Лучший режиссёр телевизионного фильма/сериала»[19]

## Работа с актёрами
Роль Олеси в картине Павла Чухрая «Клетка для канареек» стала дебютом в кино для Евгении Добровольской и принесла ей Приз «За лучшую женскую роль» на кинофестивале Молодых кинематографистов социалистических стран в Польше (1984).
Роль Веры в картине «Водитель для Веры» принесла широкую известность актрисе Алёне Бабенко, удостоенной за эту работу:
- Приза «За лучшую женскую роль» на МКФ «Лістапад» в Минске (2004);
- Приза «За лучшую женскую роль» на «Кинофестивале Русского Кино» в Онфлёре (Франция, 2004);
- Премии «Ника» в категории «Открытие года» (2005);
- Премии «Золотой Орел» за 2004 год в категории «Лучшая женская роль в кино» (2005).

Особенно успешным стало актёрское трио из кинокартины «Вор». Владимир Машков, Екатерина Редникова и Михаил Филипчук получили «Специальный приз жюри по Актёрскому Трио» на МКФ в Таллине (1998), а также:
- Владимир Машков
  - Премия «Золотой Овен» за Лучшую мужскую роль (1997)
  - Приз «За лучшую мужскую роль» на ОРФК стран СНГ и Балтии «Киношок» (1997)
  - Премия «Ника» за Лучшую мужскую роль (1997)
  - Специальный приз «Премии деловых кругов» «Кумир» (1999)
  - Приз «За лучшую главную мужскую» роль на КФ «Созвездие» (1999)
- Михаил Филипчук
  - Премия «Лучший молодой актер в иностранном фильме» (детский «Оскар») — Лос-Анджелес, «Youth in film awards» (1997)
  - Премия «Золотой Овен» за Лучшую детскую роль (1997)
  - Приз «За лучший дебют» на КФ «Созвездие» (1999)
- Екатерина Редникова
  - Премия «Золотой Овен» за Лучшую женскую роль (1997)
  - Премия «Ника» за Лучшую женскую роль (1997).

Также зрителями и профессиональным сообществом в картинах Павла Чухрая были отмечены работы Сергея Маковецкого (Приз им. Станислава и Андрея Ростоцких («Русская Игра»), 2007), Богдана Ступки (Премия «Золотой Орел» за 2004 год «Лучшая мужская роль второго плана» («Водитель для Веры»), 2005) и Ангелины Степановой (Приз «За лучшую женскую роль» на фестивале в Шанхае (КНР) («Запомните меня такой»), 1987).

## Награды и звания
- Орден Почёта (8 августа 2012 года) — за большие заслуги в развитии отечественной культуры и искусства, многолетнюю плодотворную деятельность[20]
- Народный артист Российской Федерации (27 марта 2006 года) — за большие заслуги в области искусства[21]
- Заслуженный деятель искусств Российской Федерации (15 января 1993 года) — за заслуги в области искусства[22][23]
- Премия Ленинского комсомола (1981) — за талантливое воплощение образов современников в кино и высокое исполнительское мастерство
- Премия КГБ СССР в области литературы и искусства — за большие заслуги в области искусства «Люди в океане»
- Золотая медаль имени А. П. Довженко

## Общественные достижения
- Член Европейской Академии кино и телевидения
- Руководитель секции режиссуры Российской академии кинематографических искусств
- Член правления киностудии «Мосфильм»

## Общественная позиция
В марте 2014 года подписал письмо «Мы с Вами!» КиноСоюза в поддержку украинского Евромайдана и обращение против политики российской власти в Крыму. В сентябре 2020 года подписал письмо в поддержку протестных акций в Белоруссии.
Решительный противник деинтеллектуализации массового кинозрителя.

## Семья
Первая жена — Елена Чухрай (род. 1946), актриса, дочь кинорежиссёра, народного артиста РСФСР Юрия Егорова. Дочь Дарья Чухрай (род. 1968), сценарист, киновед.
Вторая жена — Мария Зверева (Кожина) (род. 1950), киносценарист, дочь писателя Ильи Зверева. Дочь Анастасия Чухрай (род. 29.11.1976), телеведущая, журналист, учредитель образовательного сайта Arzamas.

## На телевидении
- Острова. Павел Чухрай. Телеканал «Культура». Дата обращения: 17 марта 2016.
- Монолог в четырёх частях. Павел Чухрай. Телеканал «Культура» (14 мая 2007). Дата обращения: 17 марта 2016.
- Белая студия. Павел Чухрай. Телеканал «Культура». Дата обращения: 17 марта 2016.